# (30722) Biblioran
(30722) Biblioran est un astéroïde de la ceinture principale.

## Description
(30722) Biblioran est un astéroïde de la ceinture principale. Il fut découvert le 6 septembre 1978 à Naoutchnyï par Nikolaï Tchernykh. Il présente une orbite caractérisée par un demi-grand axe de 2,72 UA, une excentricité de 0,33 et une inclinaison de 11,2° par rapport à l'écliptique.

## Compléments